# Архиепархия Пелотаса
Архиепархия Пелотаса (лат. Archidioecesis Pelotensis) — архиепархия Римско-католической церкви c центром в городе Пелотас, Бразилия. В митрополию Пелотаса входят епархии Баже, Риу-Гранди. Кафедральным собором архиепархии Пелотаса является собор святого Франциска.

## История
15 августа 1910 года Римский папа Пий X издал буллу Praedecessorum Nostrorum, которой учредил епархию Пелотаса, выделив её из епархии Сан-Педру-ду-Риу-Гранди (сегодня — Архиепархия Порту-Алегри). В этот же день епархия Пелотаса вошла в митрополию Порту-Алегри.
25 июня 1960 года и 27 мая 1971 года епархия Пелотаса передала часть своей территории в пользу возведения новых епархий Баже и Риу-Гранди.
13 апреля 2011 года епархия Пелотаса была возведена в ранг архиепархии.

## Ординарии архиепархии
- епископ Francisco de Campos Barreto (12.05.1911 — 30.07.1920) — назначен епископом епархии Кампинаса;
- епископ Joaquim Ferreira de Melo (15.03.1921 — 22.09.1940);
- епископ Antônio Zattera (31.01.1942 — 1.09.1977);
- епископ Jayme Henrique Chemello (1.09.1977 — 1.07.2009);
- архиепископ Jacinto Bergmann (1.07.2009 — по настоящее время).

## Источник
- Annuario Pontificio, Ватикан, 2007